# Meltem Cumbul

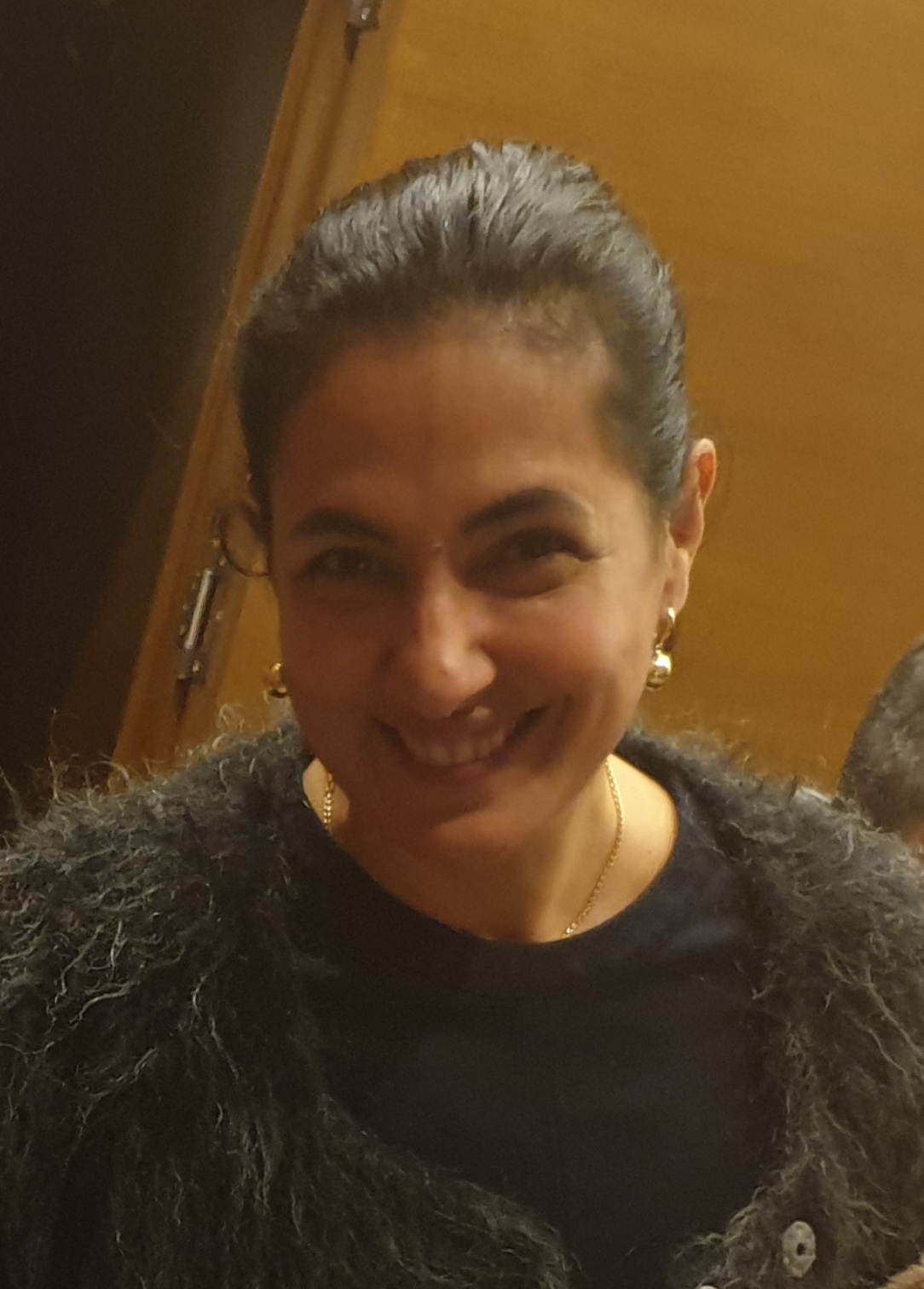
Meltem Cumbul, 2019

Meltem Cumbul (anhörenⓘ * 5. November 1969 in İzmir) ist eine türkische Schauspielerin.

## Leben
1991 absolvierte Meltem Cumbul ihr Studium mit dem Schwerpunkt Drama an der Mimar-Sinan-Universität in Istanbul. Danach arbeitete sie als Schauspielerin für die Royal Shakespeare Company in London und moderierte Sendungen wie Aşağı Yukarı und Nereden başlasak? Während dieser Zeit spielte Cumbul in den Filmen Bay E und Böcek mit. Im Jahre 1996 spielte sie die Hauptrolle in der Seifenoper Sahte Dünyalar und 1997 bekam sie ihre eigene The Meltem Cumbul Show.
Sie spielte Rollen in den Filmen Karışık Pizza, Geboren in Absurdistan und im Musical Anlat Şehrazat Anlat. Zudem war sie in den Fernsehserien Biz size aşık olduk, Beşik Kertmesi, Gurbet Kadını und Yılan Hikayesi zu sehen.
Sie gewann für ihre Rolle im Film Abdülhamit Düşerken („Als Abdülhamid stürzte“) die goldene Orange beim Film-Festival von Antalya. Sie wirkte auch in den Filmen Gegen die Wand und Gönül Yarası mit.
Cumbul moderierte zusammen mit Korhan Abay den Eurovision Song Contest 2004 in Istanbul.

## Diskografie

### Singles
- 1998: Seninleyim (Original: Imaani – Where Are You?)
- 2009: Beyaz Giyme Söz Olur (mit Suzan Kardeş)
- 2017: Beni Beni (mit Zigan Aldi)

## Filmografie
- 1994: Bir sonbahar hikayesi
- 1995: Böcek
- 1995: Bay E
- 1998: Sawdust Tales
- 1998: Karışık pizza
- 1999: Yilan Hikayesi
- 1999: Duruşma
- 1999: Propaganda
- 1999: Geboren in Absurdistan
- 2001: Maruf
- 2003: Abdülhamit düşerken
- 2004: Gegen die Wand
- 2005: Gönül yarası
- 2007: Gurbet kadını
- 2008: Alphabet Killer (The Alphabet Killer)
- 2009: Aşk Yakar
- 2011: Nuri